# Municipio de Rodríguez
El municipio de Rodríguez es uno de los municipios del departamento de San José, Uruguay. Tiene su sede en la localidad homónima.

## Ubicación
El municipio abarca un territorio comprendido en la zona centro-este del departamento de San José.

## Características
El municipio de Rodríguez fue creado en marzo de 2013, por iniciativa del intendente de San José en cumplimiento de la Ley N.º 18567 y su modificativa. Dicho municipio comprende el territorio de los distritos electorales OCH, ODA, ODB, ODC, ODE, ODF y ODG del departamento de San José, dentro del cual quedan comprendidas las localidades y parajes de Rodríguez, Carreta Quemada, Rincón de Albano, Rincón de la Torre, Rincón de Arias, Paso de Came y Arroyo de la Virgen.

El territorio correspondiente a este municipio comprende un área total de 1167.3 km², y alberga una población de 4849 habitantes de acuerdo a datos del censo del año 2011, lo que implica una densidad de población de 4.2 hab/km².

## Autoridades
La autoridad del municipio es el Concejo Municipal, compuesto por el Alcalde y cuatro Concejales.
Alcaldes según período:
| Nº | Alcalde                | Partido             | Inicio del mandato  | Fin del mandato         | Observaciones             | Concejales                                                                            |
| -- | ---------------------- | ------------------- | ------------------- | ----------------------- | ------------------------- | ------------------------------------------------------------------------------------- |
| 1  | Edison Peraza Rivero   | Partido Nacional PN | 9 de julio de 2015  | 29 de marzo de 2016     | Alcalde elegido fallecido | Alejandro Britos (PN) Gonzalo Geribon (PN) Norberto Zunino (PN) Horacio González (FA) |
| 2  | Alfredo Barreiro       | Partido Nacional PN | 30 de marzo de 2016 | 26 de noviembre de 2020 | Alcalde interino          |                                                                                       |
| 3  | Norberto Carlos Zunino | Partido Nacional PN | noviembre de 2020   | 2025                    | Alcalde elegido           | Diego Goñi (PN) Alfredo Barreiro (PN) Alejandro Britos (PN) Eliane Nandín (FA)        |